# Forces armées bahreïnies

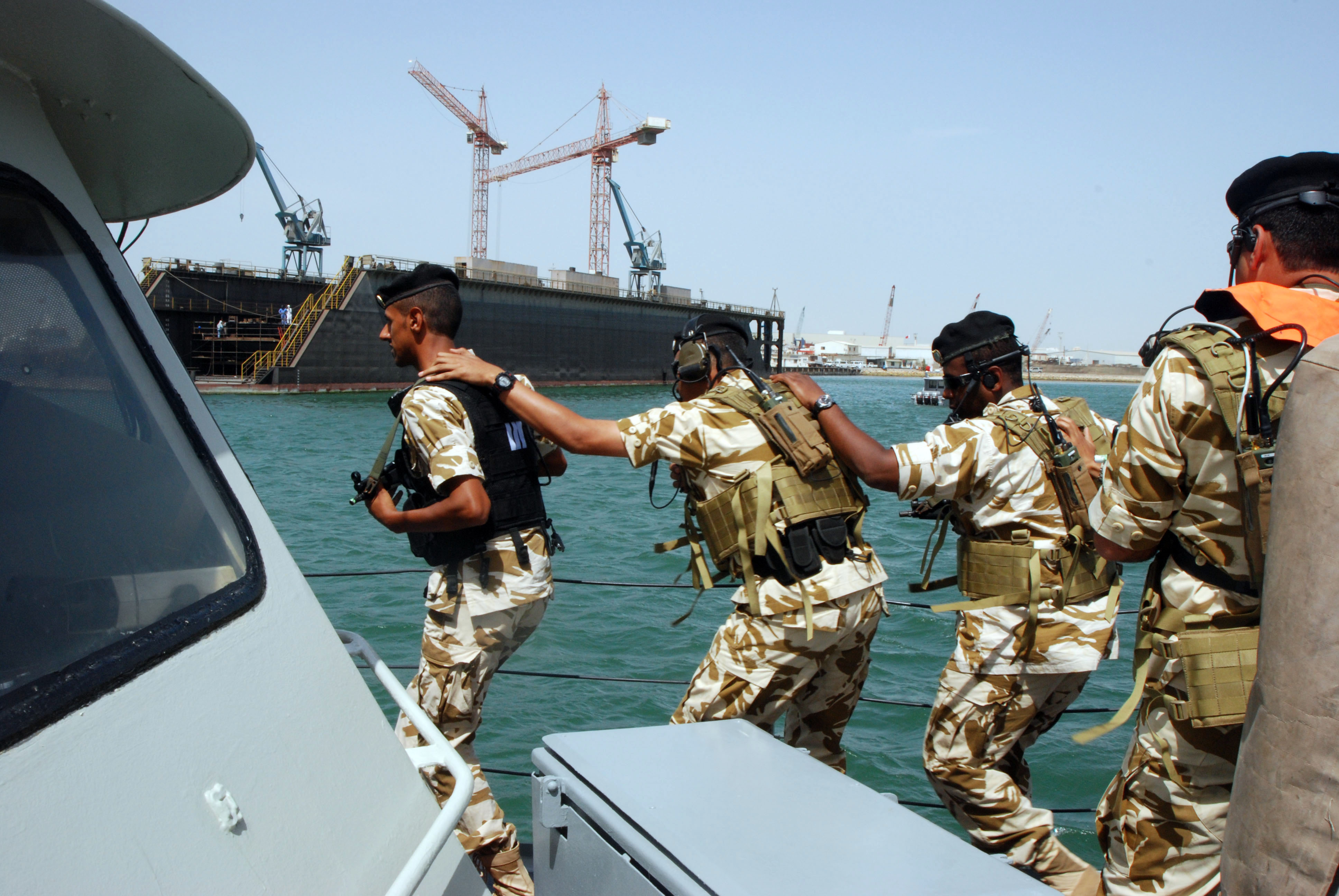
Marins bahreïnis durant un exercice dans le port de Manama en 2008.

Bahreïn entretient une force de défense consistant en 13 000 hommes répartis entre la force terrestre, la force aérienne, la marine et la garde royale (en). Le commandant en chef en est le roi Hamed ben Issa Al Khalifa, emire depuis 1999 puis roi depuis 2002. Elle a notamment participé à la guerre du Golfe en 1991 lors de laquelle elle déploya 7 400 hommes.
Après la guerre du Golfe, les États-Unis ont livré 54 chars M60 Patton, 12 chasseurs F-16 Fighting Falcons et 14 hélicoptères AH-1 Cobra à l'armée bahreïnie dans le cadre d'un accord de défense et de coopération signé entre les deux pays en octobre 1991. Bahreïn est l'un des alliés les plus proches des États-Unis dans le golfe Persique.